# Krachten herleiden
Met het herleiden van krachten wordt het terugbrengen van  krachten, werkende op hetzelfde lichaam, tot hun eenvoudigste gedaante bedoeld.
Alle krachten worden verschoven naar één punt, het herleidingcentrum. Meestal wordt de oorsprong O van het assenstelsel genomen.
Voor iedere kracht die men verschuift naar dit punt, moet een koppel ingevoerd worden, waarvan het koppelmoment gelijk is aan het moment van de oorspronkelijke kracht ten opzichte van dit punt. Die verschoven krachten, die nu alle hetzelfde aangrijpingspunt hebben, kan men vectorieel optellen. De momenten van de koppels kan men eveneens vectorieel optellen. Uiteindelijk resulteren dan één kracht aangrijpend in O en één koppel met het berekende moment. 
Als de resulterende kracht {\displaystyle {\vec {R}}} loodrecht staat op het moment {\displaystyle {\vec {M}}} van het resulterende koppel, kan nog een verdere vereenvoudiging gedaan worden. De situatie komt immers overeen met het geval dat een enkele kracht verschoven is naar O en het koppel is ingevoerd. De kracht kan 'teruggeschoven' worden naar een zodanig aangrijpingspunt dat het koppel verdwijnt.

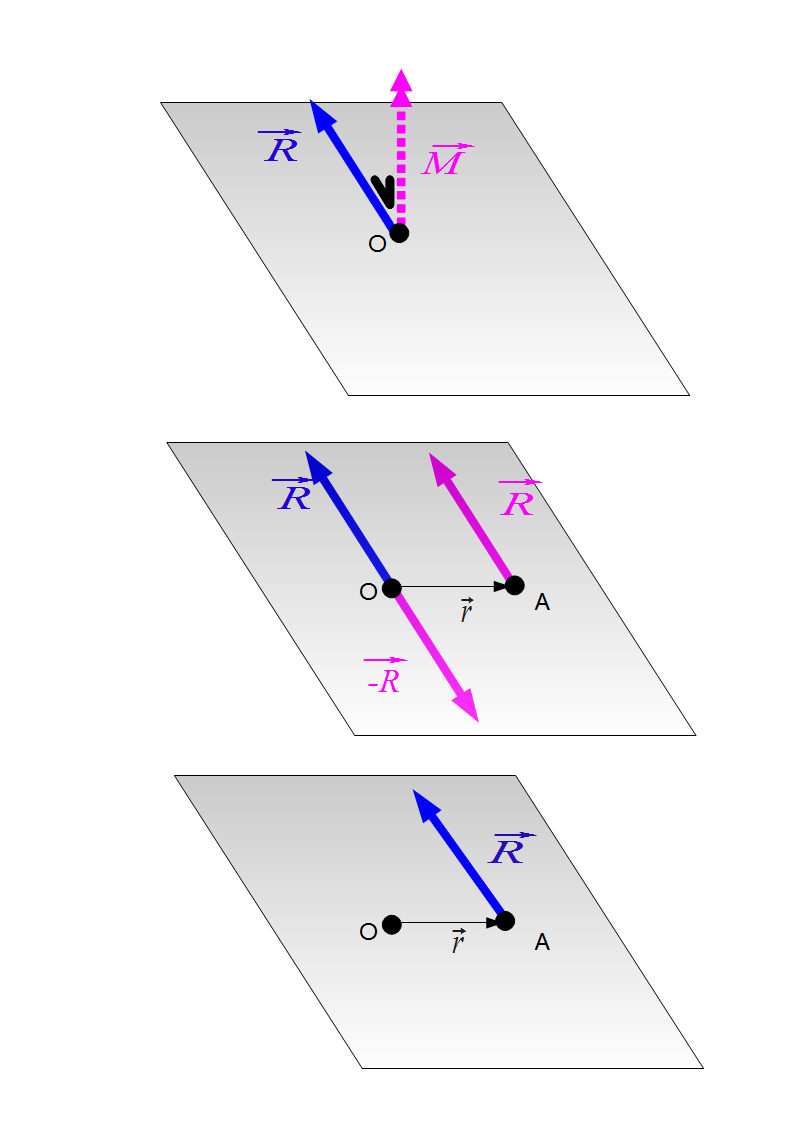
Schematische voorstelling van het herleiden van één kracht en één koppel (met moment)

Indien {\displaystyle {\vec {M}}\bot {\vec {R}}} kan het koppel vervangen worden door een kracht {\displaystyle -{\vec {R}}} in O en een kracht {\displaystyle {\vec {R}}} in een punt A zodat {\displaystyle {\vec {M}}={\overrightarrow {OA}}\times {\vec {R}}}. Dit is enkel mogelijk als {\displaystyle {\vec {M}}\bot {\vec {R}}}; indien dit niet het geval is, bestaat zo'n punt A niet. (Eigenschap van het vectorieel product, het moet loodrecht staan op beide vectoren)
De krachten {\displaystyle {\vec {R}}} in O  en {\displaystyle -{\vec {R}}} in O heffen elkaar op, zodat er slechts één kracht {\displaystyle {\vec {R}}} in A overblijft. Kort uitgedrukt: men kan dus de kracht verschuiven naar een punt A, zodat het moment van die kracht in A gelijk is aan het moment van het koppel.